# جيم بيشتولد
جيم بيشتولد (بالإنجليزية: Jim Baechtold)‏ مواليد 09 ديسمبر 1927 في ماكيسبورت - الوفاة 29 أغسطس 2011، كان مدرب كرة سلة أمريكي ولاعب. بدأ مسيرته الاحترافية في سنة 1952. تم اختياره من قبل فريق بالتيمور باليتس خلال الدرافت. بلغ طوله 6 قدم 4 بوصة (1.9 م). اعتزل اللعب في 1957.

## روابط خارجية
- جيم بيشتولد على موقع إن بي أي (الإنجليزية)
- جيم بيشتولد على موقع سبورتس رفرنس (الإنجليزية)
- جيم بيشتولد على موقع ريلجم (الإنجليزية)
- جيم بيشتولد على موقع بروبوليرز (الإنجليزية)
- جيم بيشتولد على موقع كلية كرة السلة في سبورتس رفرنس.كوم (الإنجليزية)